# Temple de Tran Bien
Pour les articles homonymes, voir Tran (homonyme).
Le temple de Tran Bien (vietnamien : Văn miếu Trấn Biên) est un temple confucéen du Viêt Nam situé à Biên Hòa dans la province de Đồng Nai.

## Historique
Ce temple a été fondé en 1715 sous la dynastie Trần et construit à la commande de Nguyễn Phúc Chu (1675–1725), de la Dynastie Nguyễn, qui gouvernait la Cochinchine. Il est alors bâti au village de Tan Lai, dans le district de Phuoc. Incendié en 1861, il a été reconstruit entre 1998 et 2002 à trois kilomètres du centre-ville, par le comité local du parti communiste vietnamien, afin d'honorer les gloires nationales. Son architecture s'inspire de celle du temple de la Littérature de Hanoï.
La pagode principale comporte un grand autel dédié au fondateur du parti communiste vietnamien Hô Chi Minh, considéré comme « père » du Viêt Nam actuel. D'autres personnages illustres y sont honorés, comme Chu Văn An (1292–1370), Nguyễn Trãi (1380–1442), Nguyễn Bỉnh Khiêm (1491–1585) ou bien Lê Quý Đôn (1726-1784). On y trouve également des tablettes à la mémoire de lettrés fameux de la région, comme Võ Trường Toản (mort en 1792), Lê Quang Định (1759-1813), Ngô Nhân Tịnh (1761-1813), Trịnh Hoài Đức (1765-1825), Bùi Hữu Nghĩa (1807-1872), le poète Nguyễn Đình Chiểu (1822-1888), Nguyễn Thông (1827-1884), etc.

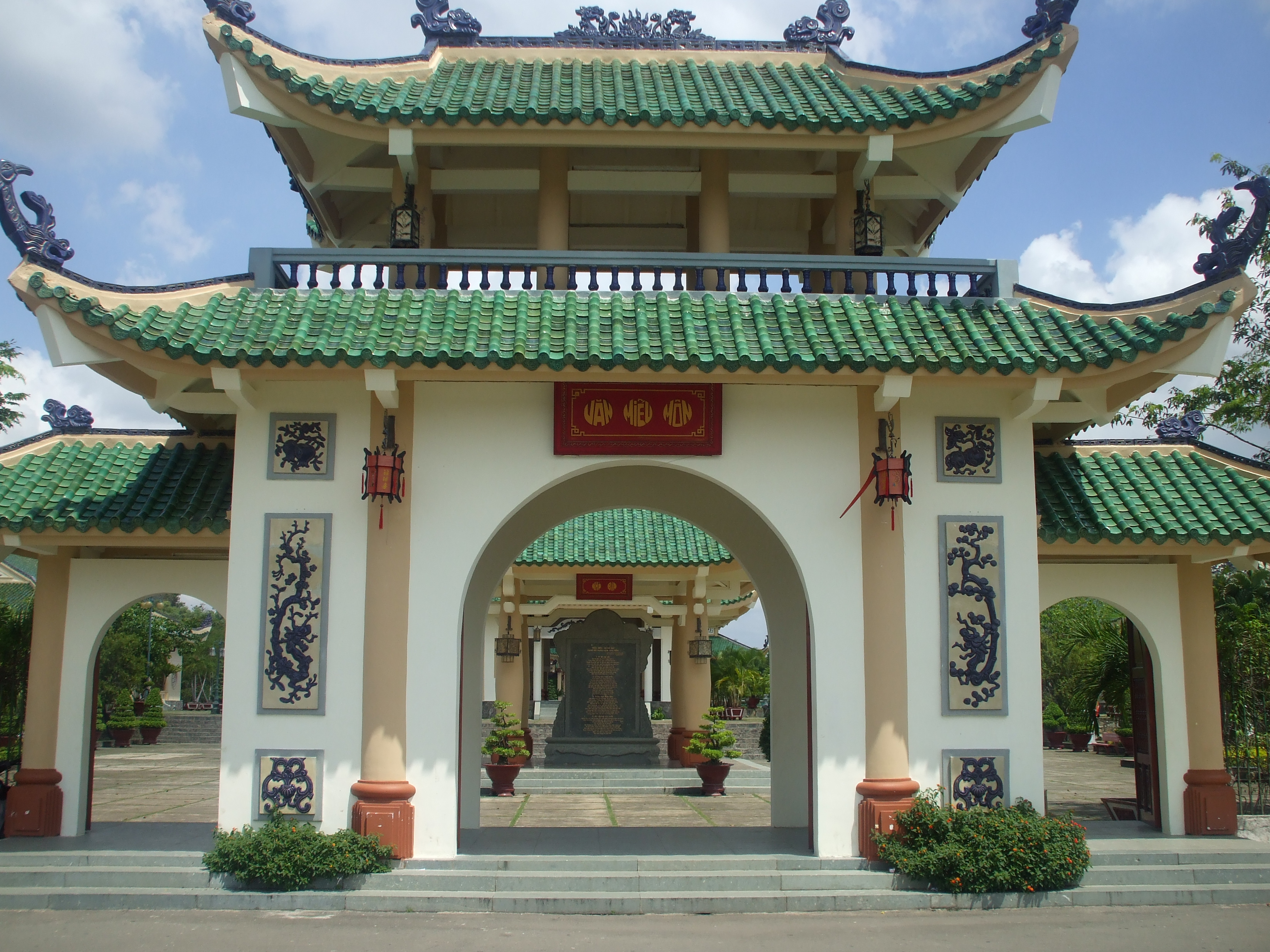
Porte de la stèle